# Archaeromma minutissima
Archaeromma minutissima är en stekelart som först beskrevs av Charles Thomas Brues 1937.  Archaeromma minutissima ingår i släktet Archaeromma och familjen bälgnacksteklar. Inga underarter finns listade i Catalogue of Life.